# Szilvia Szabó
Szilvia Szabo (24 octobre 1978 à Budapest) est une kayakiste hongroise pratiquant la course en ligne.